# Richard Greenberg
Richard Greenberg (* 22. Februar 1958 in East Meadow, New York; † 4. Juli 2025 in Manhattan) war ein US-amerikanischer Dramatiker.

## Leben
Nach seiner Schulzeit an der East Meadow High School in East Meadow, New York, studierte Greenberg an der Princeton University, wo er mit magna cum laude graduierte. Greenberg schrieb als Dramatiker über 25 Theaterstücke.
Greenberg lebte in New York City.

## Werke (Auswahl)
- 1984: The Bloodletters
- 1985: Life Under Water
- 1986: Kopflos – Die Frau aus dem Nichts (Vanishing Act)
- 1987: The Author's Voice
- 1987: The Hunger Artist
- 1987: The Maderati
- 1988: Eastern Standard
- 1988: Neptune's Hips
- 1990: The American Plan
- 1991: The Extra Man
- 1992: Jenny Keeps Talking
- 1992: Pal Joey
- 1997: Night And Her Stars
- 1998: Three Days of Rain
- 1998: Hurrah at Last
- 2000: The Dazzle
- 2000: Everett Beekin
- 2002: Take Me Out
- 2003: The Dance of Death
- 2003: The Violet Hour
- 2005: A Naked Girl on the Appian Way
- 2006: Bal Masque
- 2006: The Well-Appointed Room
- 2006: The House in Town
- 2008: The Injured Party
- 2009: The American Plan
- 2009: Our Mother's Brief Affair

## Preise und Auszeichnungen (Auswahl)
- 2003: Tony Award/Bestes Theaterstück für Take Me Out[2]
- 2022: Tony Award/Beste Wiederaufnahme für Take Me Out[2]
- New York Drama Critics’ Circle Award
- Drama Desk Award
- Lucille Lortel Award
- Oppenheimer Award
- PEN/Laura Pels Award
- Finalist des Pulitzer-Preis für Three Days of Rain